# Фридрих Ахац фон дер Шуленбург
Фридрих Ахац фон дер Шуленбург (на немски: Friedrich Achaz von der Schulenburg; * 3 май 1647, Хелен, Брауншвайг, Долна Саксония; † 25 май 1701, Хелен на Везер) е фрайхер от род фон дер Шуленбург (от Бялата линия) и високопоставен дворцов чиновник на херцозите на Брауншвайг.

## Произход
Той е син на Ахац III фон дер Шуленбург (1602 – 1661) и съпругата му Доротея Елизабет фон Бюлов (1612 – 1647), дъщеря на Юлиус фон Бюлов (1575 – 1639) и Елизабет София фон Церзен (1590 – 1637). Внук е на граф Албрехт VI фон дер Шуленбург (1557 – 1607) и графиня Олека фон Залдерн († 1622).
Баща му се жени втори път през 1649 г. за Амалия Хелена фон Аделебзен (1604 – 1680).

## Фамилия
Фридрих Ахац фон дер Шуленбург се жени на 28 юни 1681 г. в Хелен за Маргарета Гертруд фон дер Шуленбург (* 25 ноември 1659, Хале/Заале; † 5 август 1697, Волфенбютел), дъщеря на Густав Адолф фон дер Шуленбург (1632 – 1691) и Петронела Отилия фон Швенке (1637 – 1674). Те имат 10 деца:
- Елизабет Юлиана фон дер Шуленбург (1682 – 1682)
- Кристиан Гюнтер фон дер Шуленбург (* 5 септември 1684, Целе; † 12 май 1765, Целе), издигнат на имперски граф на 7 декември 1728 г. във Виена, женен 1710 г. за фрайин Хедвиг Ернестина фон Щайнберг (1692 – 1750)
- Адолф Фридрих фон дер Шуленбург (* 5 декември 1685, Волфенбютел; † 10 април 1741, битката при Молвиц), пруски генерал-лейтенант, издигнат на имперски граф на 7 декември 1728 г. във Виена, женен на 25 септември 1718 г. във Волфсбург за наследницата Анна Аделхайд Катарина фон Бартенслебен (* 20 октомври 1699, Волфсбург; † 18 април 1756, Волфсбург)
- Рудолф Антон фон дер Шуленбург (1687 – 1707)
- Ахац Йохан фон дер Шуленбург (1687 – 1707)
- Доротея Отилия фон дер Шуленбург (1688 – 1701)
- Георг Густав фон дер Шуленбург (1689 – 1692)
- Петронела Мелузина фон дер Шуленбург (1693 – 1778)
- Антония Юлиана фон дер Шуленбург (1694 – 1694)
- Хайнрих Кристиан фон дер Шуленбург (1696 – 1697)